# Jurinea dshungarica
Jurinea dshungarica là một loài thực vật có hoa trong họ Cúc. Loài này được (N.I.Rubtzov) Iljin mô tả khoa học đầu tiên năm 1962.